# Hemibarbus maculatus
Hemibarbus maculatus är en fiskart som beskrevs av Bleeker, 1871. Hemibarbus maculatus ingår i släktet Hemibarbus och familjen karpfiskar. Inga underarter finns listade i Catalogue of Life.